# Elías Vásquez
Elías Enoc Vásquez Prera (ur. 18 czerwca 1992 w Gwatemali) – piłkarz gwatemalski grający na pozycji środkowego obrońcy. Jest wychowankiem klubu CSD Comunicaciones.

## Kariera klubowa
Karierę piłkarską Vásquez rozpoczął w klubie CSD Comunicaciones z miasta Gwatemala. W 2010 roku zadebiutował w jego barwach w pierwszej lidze gwatemalskiej. W sezonie 2010/2011 wywalczył z Comunicaciones mistrzostwo fazy Apertura oraz fazy Clausura.
| Sezon   | Klub               | Kraj      | Rozgrywki     | Mecze | Bramki |
| ------- | ------------------ | --------- | ------------- | ----- | ------ |
| 2010/11 | CSD Comunicaciones | Gwatemala | Liga Nacional |       |        |

## Kariera reprezentacyjna
W reprezentacji Gwatemali Vásquez zadebiutował 11 czerwca 2011 roku w meczu Złotego Pucharu CONCACAF 2011, przegranym 0:2 z Jamajką.